# Хронологія світових рекордів зі змішаного естафетного бігу 4×400 метрів
Світові рекорди зі змішаного естафетного бігу 4×400 метрів визнаються Світовою легкою атлетикою з-поміж результатів, які показали естафетні команди у складі двох жінок та двох чоловіків на біговій доріжці, за умови дотримання встановлених вимог.
Світові рекорди зі змішаного естафетного бігу 4×400 метрів фіксуються з 2019.

## Хронологія рекордів
| Результат                               | Команда                                                       | Місто змагань | Дата змагань | Примітки    | Відео            |
| --------------------------------------- | ------------------------------------------------------------- | ------------- | ------------ | ----------- | ---------------- |
| 3.12,42                                 | ́ СШАТайрелл Річард Джессіка Беард Джасмін Блокер Обі Ігбокве  | Доха          | 28.09.2019   | [ 1 ]       | Відео на YouTube |
| 3.09,34                                 | ́ СШАВілберт Лондон Еллісон Фелікс Кортні Около Майкл Черрі    | Доха          | 29.09.2019   | [ 2 ] [ 3 ] | Відео на YouTube |
| 3.08,80                                 | ́ СШАДжастін Робінсон Роузі Еффіонг Метью Болінг Алексіс Голмс | Будапешт      | 19.08.2023   | [ 4 ] [ 5 ] | Відео на YouTube |
| 3.07,41                                 | ́ СШАВернон Норвуд Шам'єр Літтл Брайс Дедмон Кайлін Браун      | Париж         | 02.08.2024   | [ 6 ] [ 7 ] | Відео на YouTube |
| 0 років, 236 днів від дати встановлення |                                                               |               |              |             |                  |